# Liste der Stolpersteine in Tišnov
Die Liste der Stolpersteine in Tišnov enthält die Stolpersteine in der tschechischen Stadt Tišnov (deutsch: Teschen) im Jihomoravský kraj, der Südmährischen Region, die an das Schicksal der Menschen dieser Region erinnern, die von den Nationalsozialisten ermordet, deportiert, vertrieben oder in den Suizid getrieben wurden. Die Stolpersteine wurden von Gunter Demnig verlegt.
Das tschechische Stolpersteinprojekt Stolpersteine.cz wurde 2008 durch die Česká unie židovské mládeže (Tschechische Union jüdischer Jugend) ins Leben gerufen. Die Stolpersteine liegen vor dem letzten selbstgewählten Wohnort des Opfers. Die Stolpersteine werden auf Tschechisch stolpersteine genannt, alternativ auch kameny zmizelých (Steine der Verschwundenen).
Die Tabelle ist teilweise sortierbar; die Grundsortierung erfolgt alphabetisch nach dem Familiennamen.

## Tišnov
In der Stadt Tišnov wurden folgende Stolpersteine verlegt:
| Stolperstein | Übersetzung | Verlegeort       | Name, Leben |  |
| ------------ | --- | ---------------- | --- |  |
|              | HIER LEBTE ALFRÉD KELLNER GEB. 1883 DEPORTIERT 1942 NACH THERESIENSTADT ERMORDET 1942 IN REJOWIEC                   | Jungmannova 86 · | Alfred Kellner wurde am 29. Juli 1883 in Tišnov geboren. Er hatte zumindest einen Bruder, Jakob (geb. 1973) und eine Schwester Terezie (geb. 1880). Er wurde ein Metallurgie-Manager und heiratete Helena geb. Hauselová. Laut Yad Vashem wurde er am 17. oder 26. Oktober 1939 nach Nisko deportiert. Es ist nicht bekannt, wie lange er dort blieb und wann er zurückkehrte. Der letzte Wohnsitz des Paares vor der Deportation war in Tišnov. Am 4. April 1942 wurden Alfred und Jakob Kellner, ihre Ehefrauen Hedvika und Helena sowie ihre Schwester Terezie mit dem Transport Ah von Brünn ins KZ Theresienstadt deportiert. Seine Transportnummer war 278 von 1.001. Dort wurde die Familie getrennt und vom Nazi-Regime ermordet. Zwei Wochen nach der Ankunft, am 18. April 1942, wurden Alfred Kellner und seine Frau nach Rejowiec deportiert. Seine Transportnummer war 459 von 1.001. Beide wurden vom Nazi-Regime ermordet. Auch seine Schwester, sein Bruder und seine Schwägerin wurden Opfer der Shoah. |  |
|              | HIER LEBTE JAKOB KELLNER GEB. 1873 DEPORTIERT 1942 NACH THERESIENSTADT ERMORDET 1944 IN AUSCHWITZ                   | Jungmannova 86 · | Jakob Kellner, auch Yaakov, wurde am 14. März 1873 in Rumänien geboren. Er war als Kaufmann tätig und betrieb einen Laden in der Jungmannova 86 und einen Großhandel. Er war mit Hedvika geb. Zeislová verheiratet. Das Paar hatte einen Sohn, Heřman, der noch als Schuljunge an Leukämie erkrankte und verstarb. Der letzte Wohnsitz des Paares vor der Deportation war in Tišnov. Am 4. April 1942 wurden Alfred und Jakob Kellner, ihre Ehefrauen Hedvika und Helena sowie ihre Schwester Terezie mit dem Transport Ah von Brünn ins KZ Theresienstadt deportiert. Seine Transportnummer war 280 von 1.001. Dort wurde die Familie getrennt und vom Nazi-Regime ermordet. Zwei Wochen nach der Ankunft wurden Alfred Kellner und seine Frau nach Rejowiec deportiert und ums Leben gebracht. Ein halbes Jahr nach ihrer Ankunft, am 9. Oktober 1942, starb Jakob Kellners Ehefrau in Theresienstadt. Im selben Monat wurde Terezie Kellnerová ins Konzentrationslager Auschwitz deportiert und ermordet. Eineinhalb Jahre später, am 15. Mai 1944, wurde auch Jakob Kellner mit Transport Dz nach Auschwitz deportiert. Seine Transportnummer war 318 von 2.501. Auch er wurde ermordet.                                                                   |  |
|              | HIER LEBTE HEDVIKA KELLNEROVÁ GEB. ZEISLOVÁ GEB. 1888 DEPORTIERT 1942 NACH THERESIENSTADT ERMORDET 1942 EBENDORT    | Jungmannova 86 · | Hedvika Kellnerová geb. Zeislová wurde am 13. Januar 1888 in Lomnice geboren. Ihre Eltern waren David Zeisel und Aloisia Louise née Fleischer. Sie war mit Jakob Kellner verheiratet. Das Paar hatte einen Sohn, Heřman, der noch als Schuljunge an Leukämie erkrankte und verstarb. Der letzte Wohnsitz des Paares vor der Deportation war in Tišnov. Am 4. April 1942 wurden Hedvika Kellnerová, ihr Mann, die Geschwister ihres Mannes und ihre Schwägerin mit dem Transport Ah von Brünn ins KZ Theresienstadt deportiert. Ihre Transportnummer war 281 wenn 1.001. Ein halbes Jahr später, am 9. Oktober 1942, verstarb sie ihr Leben in Theresienstadt. Ihr Mann wurde 1944 ins Konzentrationslager Auschwitz deportiert und dort ermordet. |  |
|              | HIER LEBTE HELENA KELLNEROVÁ GEB. HAUSELOVÁ GEB. 1888 DEPORTIERT 1942 NACH THERESIENSTADT ERMORDET 1942 IN REJOWIEC | Jungmannova 86 · | Helena Kellnerová geb. Hauselová wurde am 1. Oktober 1888 geboren. Sie war mit Alfred Kellner verheiratet. Der letzte Wohnsitz des Paares vor der Deportation war in Tišnov. Am 4. April 1942 wurden Helena Kellnerová, ihr Ehemann und seine Geschwister mit dem Transport Ah von Brünn ins KZ Theresienstadt deportiert. Ihre Transportnummer war 279 von 1.001. Zwei Wochen nach der Ankunft, am 18. April 1942, wurden Helena Kellnerová und ihr Mann nach Rejowiec deportiert. Ihre Transportnummer war 460 von 1.001. Beide wurden vom Nazi-Regime ermordet. |  |
|              | HIER LEBTE TEREZIE KELLNEROVÁ GEB. 1890 DEPORTIERT 1942 NACH THERESIENSTADT ERMORDET 1944 IN AUSCHWITZ              | Jungmannova 86 · | Terezie Kellnerová wurde am 8. September 1880 oder 1890 geboren. Sie hatte zumindest zwei Brüder, Jakob (geb. 1873) und Alfred (geb. 1883). Sie war blind und lebte bei ihrem älteren Bruder und seiner Frau. Ihr letzter Wohnsitz vor der Deportation war in Tišnov. Am 4. April 1942 wurden Terezie Kellnerová, ihre Brüder und deren Ehefrauen mit dem Transport Ah von Brünn ins KZ Theresienstadt deportiert. Ihre Transportnummer war 282 von 1.001. Zuerst wurden ihr Bruder Alfred und seine Frau nach Rejowiec deportiert, wo sie ums Leben kamen. Ein halbes Jahr nach ihrer Ankunft, am 9. Oktober 1942, starb die Frau ihres Bruders Jakob in Theresienstadt. Innerhalb desselben Monats, am 26. Oktober 1942, wurde Terezie Kellnerová mit Transport By in das Konzentrationslager Auschwitz deportiert. Ihre Transportnummer war 428. Dort wurde sie vom Nazi-Regime ermordet. Schlussendlich wurde im Mai 1944 auch ihr Bruder Jakob nach Auschwitz deportiert und ermordet. |  |
|              | HIER LEBTE LEOPOLD ÖSTEREICHER GEB. 1894 DEPORTIERT 1942 NACH THERESIENSTADT ERMORDET 1944 IN AUSCHWITZ             | Klášterská 355 · | Leopold Österreicher wurde am 3. April 1894 geboren. Am 4. April 1942 wurde er verhaftet mit dem Transport Ah von Brünn ins KZ Theresienstadt deportiert. Seine Transportnummer war 273 von 1.001. Sechs Monate später, am 6. Oktober 1942, wurde er mit dem Transport Eo ins Konzentrationslager Auschwitz deportiert. Seine Transportnummer war 1138 von 1.550. Er wurde dort vom Nazi-Regime ermordet. |  |
|              | HIER LEBTE ALFRED POLLAK GEB. 1887 DEPORTIERT 1942 NACH THERESIENSTADT ERMORDET 1942 IN LUBLIN                      | Dvořáčkova 66 ·  | Alfred Pollak wurde am 1. November 1887 geboren. Er war in erster Ehe mit einer Frau namens Mary verheiratet. Die beiden hatten einen Sohn, Karl (geboren am 28. Februar 1922). In zweiter Ehe war Alfred Pollak mit Helena née Mandlová verheiratet. Das Paar hatte zwei Töchter: Růžena Naděžda (geb. 1935) und Anna Libuše (geb. 1938). Im Haushalt lebte auch seine behinderte Schwester, Ema. Der letzte Wohnort der Familie vor der Deportation war Tišnov. Der Sohn konnte rechtzeitig flüchten. Am 4. April 1942 wurden die anderen Familienmitglieder mit Transport Ah von Brünn in das KZ Theresienstadt deportiert. Seine Transportnummer war 270 von 1.001. Nach zwei Wochen wurde Ema Libuše Pollaková vom Rest der Familie getrennt und nach Rejowiec deportiert. Fünf Wochen später, am 25. Mai 1942, wurden auch Alfred Pollak, seine Frau und ihre Töchter mit dem Transport Az Richtung Osten deportiertlaut Yad Vashem an einen „unbekannten Ort“ deportiert, laut der tschechischen Holocaust-Datenbank nach Lublin. Seine Transportnummer war 881 von 997. Die ganze Familie wurde ermordet. Sein Sohn Karl konnte die Shoah überleben. Er starb am 15. November 2005 in Prag.                                                            |  |
|              | HIER LEBTE ANNA LIBUŠE POLLAKOVÁ GEB. 1938 DEPORTIERT 1942 NACH THERESIENSTADT ERMORDET 1942 IN LUBLIN              | Dvořáčkova 66 ·  | Anna Libuše Pollaková wurde am 15. November 1938 geboren. Ihre Eltern waren Alfred Pollak und Helena geb. Mandlová. Sie und ihre Schwester Růžena Naděžda (geb. 1935) wuchsen in Tišnov auf. Außerdem hatte sie einen Halbbruder, Karl (geb. 1922). Am 4. April 1942 wurden alle Familienmitglieder einschließlich der beiden Mädchen mit dem Transport Ah von Brünn ins KZ Theresienstadt deportiert. Ihre Transportnummer war 268 von 1.001. Sieben Wochen später, am 25. Mai 1942, wurden die Eltern und ihre Töchter mit dem Transport Az laut Yad Vashem an einen „unbekannten Ort“ deportiert, laut der tschechischen Holocaust-Datenbank Lublin. Ihre Transportnummer war 879 von 997. Im Alter von 3 Jahren wurde das Mädchen ermordet, auch ihre Schwester, ihre Eltern und ihre Tante. Nur der Halbbruder konnte überleben. |  |
|              | HIER LEBTE EMA POLLAKOVÁ GEB. 1900 DEPORTIERT 1942 NACH THERESIENSTADT ERMORDET 1942 IN REJOWIEC                    | Dvořáčkova 66 ·  | Ema Libuše Pollaková wurde am 11. Mai 1900 geboren. Sie war behindert und lebte im Haushalt ihres Bruders Alfred Pollak, seiner Frau, seines Sohnes aus erster Ehe und den zwei Töchtern. Ihr letzter Wohnort vor der Deportation war Tišnov. Am 4. April 1942 wurde Ema Libuše Pollaková mit dem Transport Ah von Brünn ins KZ Theresienstadt deportiert, zusammen mit Alfred Pollak, seiner Frau Helena und den Töchtern. Ihre Transportnummer war 271 von 1.001. Nach zwei Wochen, am 18. April 1942, wurde Ema Libuše Pollaková von ihrer Familie getrennt. Sie wurde nach Rejowiec deportiert. Ihre Transportnummer war 454 von 1.000. Dort wurde ihr das Leben genommen. Auch Alfred Pollak, seine Frau und deren Töchter wurden ermordet. |  |
|              | HIER LEBTE HELENA POLLAKOVÁ GEB. MANDLOVÁ GEB. 1897 DEPORTIERT 1942 NACH THERESIENSTADT ERMORDET 1942 IN LUBLIN     | Dvořáčkova 66 ·  | Helena Pollaková geb. Mandlová wurde am 4. September 1897 geboren. Sie war die zweite Ehefrau von Alfred Pollak. Das Paar hatte zwei Töchter: Růžena Naděžda (geb. 1935) und Anna Libuše (geb. 1938). Der letzte Wohnort der Familie vor der Deportation war Tišnov. Am 4. April 1942 wurden die Familie und Ema Libuše Pollaková von Brünn in das Konzentrationslager Theresienstadt mit dem Transport Ah deportiert. Ihre Transportnummer war 269 von 1.001. Nach zwei Wochen wurde Ema Libuše Pollaková vom Rest der Familie getrennt und nach Rejowiec deportiert. Sie wurde vom Nazi-Regime ermordet. Fünf Wochen später wurden auch Helena Pollaková, ihr Mann und ihre Töchter nach Osten deportiert. Laut Yad Vashem wurden sie am 25. Mai 1942 an einen „unbekannten Ort“ gebracht, laut der tschechischen Holocaust-Datenbank nach Lublin. Ihre Transportnummer war 880 von 997. Die ganze Familie wurde ermordet. |  |
|              | HIER LEBTE RŮŽENA NADĚŽDA POLLAKOVÁ GEB. 1935 DEPORTIERT 1942 NACH THERESIENSTADT ERMORDET 1942 IN LUBLIN           | Dvořáčkova 66 ·  | Růžena Naděžda Pollaková wurde am 10. Juli 1935 geboren. Ihre Eltern waren Alfred Pollak und Helena geb. Mandlová. Sie und ihre Schwester Anna Libuše (geb. 1938) wuchsen in Tišnov auf. Anfang April 1942 wurden alle Familienmitglieder verhaftet, einschließlich der zwei Mädchen, und am 4. April 1942 mit Transport Ah von Brünn ins KZ Theresienstadt deportiert. Ihre Transportnummer war 267 von 1.001. Sieben Wochen später, am 25. Mai 1942, wurden Eltern und Töchter mit dem Transport Az laut Yad Vashem an einen „unbekannten Ort“ deportiert, laut der tschechischen Holocaust-Datenbank nach Lublin. Ihre Transportnummer war 878 von 997. Im Alter von 6 Jahren wurde das Mädchen im Rahmen der Shoah ermordet, ebenso ihre Schwester und ihre Eltern. |  |
|              | HIER LEBTE ŽOFIE SPITZOVÁ GEB. 1867 DEPORTIERT 1942 NACH THERESIENSTADT ERMORDET 1942 EBENDORT                      | Brněnská 1710 ·  | Žofie Spitzová wurde am 9. November 1867 geboren. Sie wurde verhaftet und am 4. April 1942 mit Transport Ah von Brno ins KZ Theresienstadt deportiert. Ihre Transportnummer war 266. Eine Woche später, am 11. April 1942, verstarb Žofie Spitzová. Die Sterbeurkunde nennt Marasmus senilis als Todesursache. |  |
|              | HIER LEBTE ARNOLD STRÁNSKÝ GEB. 1882 DEPORTIERT 1942 NACH THERESIENSTADT ERMORDET 1942 IN IZBICA                    | Brněnská 9 ·     | Arnold Stránsky wurde am 1. Oktober 1882 geboren. Er war verheiratet und hatte zwei Söhne: Heřman (geboren 1910) und Jiří (geboren 1921). Nach der Zerstörung der Tschechoslowakei und der Machtübernahme durch das NS-Regime lebten der Vater und seine Söhne in ihrem Haus in der Brněnská 9. Arnold Stránský führte ein Geschäft mit Stoffen und Leder, er war damals bereits Witwer. Heřman Stránský arbeitete als Rechtsanwalt. Jiří Stránský konnte nach dem Abitur nicht studieren, weil die Nazis alle Universitäten in Böhmen und Mähren geschlossen hatten. Die Familie spendete regelmäßig aus ihren Beständen für Wohltätigkeitsveranstaltunken. Am 8. November 1941 kam der jüngere Sohn in ein Umschulungslager nach Lipa. Arnold Stránský und sein älterer Sohn wurden verhaftet und am 4. April 1942 mit dem Transport Ah von Brünn ins KZ Theresienstadt deportiert. Seine Transportnummer war 265 von 1.001. Innerhalb des gleichen Monats, am 27. April 1942, wurden Vater und Sohn mit dem Transport Aq ins Ghetto Izbica deportiert. Seine Transportnummer war 569 von 999. Beide wurden im Laufe der Shoah ermordet. Auch sein jüngerer Sohn Jiří Stránský wurde vom Nazi-Regime ermordet.                                               |  |
|              | HIER LEBTE HEŘMAN STRÁNSKÝ GEB. 1910 DEPORTIERT 1942 NACH THERESIENSTADT ERMORDET 1942 IN MAJDANEK                  | Brněnská 9 ·     | Heřman Stránsky wurde am 18. April 1910 geboren. Sein Vater war der Kaufmann Arnold Stránský, der mit Stoffen und Leder handelte. Er hatte einen jüngeren Bruder namens Jiří (geb. 1921). Er studierte Rechtswissenschaften, kam in seine Heimatstadt zurück und wurde Rechtsanwalt. Seine Mutter war gestorben, er lebte mit seinem Vater und seinem Bruder im Haus Brněnská 9, das der Familie gehörte. Im Oktober 1942 wurde sein Bruder in ein „Umschulungslager“ in Lipa gebracht. Am 4. April 1942 wurden Heřman Stránský und sein Vater mit dem Transport Ah von Brünn ins KZ Theresienstadt deportiert. Seine Transportnummer war 264 von 1.001. Innerhalb desselben Monate, am 27. April 1942, wurden Vater und Sohn in das Ghetto Izbica deportiert. Seine Transportnummer war 568 von 999. Er wurde dort am 23. Juli 1942 als Gefangener mit der Nr. 6547 registriert. Er wurde im Lauf der Shoah ermordet. Auch sein Bruder Jiří Stránský wurde vom Nazi-Regime ermordet. |  |
|              | HIER LEBTE JIŘÍ STRÁNSKÝ GEB. 1921 DEPORTIERT 1942 NACH THERESIENSTADT ERMORDET 1944 IN SCHWARZHEIDE                | Brněnská 9 ·     | Jiří Stránský wurde am 31. März 1921 geboren. Sein Vater war Arnold Stránský, ein Kaufmann. Er hatte einen älteren Bruder namens Heřman (geb. 1910), der Rechtsanwalt wurde. Er schloss die Schule mit dem Abitur ab, konnte wegen der Schließung der Universitäten in Böhmen und Mähren anschließend nicht studieren. Von 8. Oktober 1941 bis 1. März 1943 befand er sich in einem sogenannten Umschulungslager in Lípa, im Bezirk Havlíčkův Brod. Dort mussten rund 300 jüdische Männer im Alter von 18 bis 25 Jahren Zwangsarbeit in der Landwirtschaft, beim Bau von Eisenbahnen oder bei der Schneeräumung verrichten. Während seines Aufenthaltes in Lípa, im April 1942, wurden sein Vater und sein Bruder zuerst ins KZ Theresienstadt und danach ins Ghetto Izbica deportiert, wo beide ermordet wurden. Auch Jiří Stránský wurde nach Theresienstadt deportiert, am 6. März 1943, und war dort mehr als ein Jahr lang inhaftiert. Am 15. Mai 1944 wurde er ins Konzentrationslager Auschwitz deportiert, wurde dann aber nach Schwarzheide im Süden Brandenburgs zur Zwangsarbeit bei der Braunkohleverarbeitung verlegt. Von den dort inhaftierten etwa 1.000 tschechische Juden starben 800, darunter Jiří Stránský. Er starb am 29. Oktober 1944. |  |

## Verlegedaten
Die Verlegungen in Tišnov fanden am 15. September 2014 statt.